# Trivignano Udinese
Trivignano Udinese est une commune italienne de la province d'Udine, dans la région Frioul-Vénétie Julienne.

## Administration
| Période                                  | Période | Identité | Étiquette | Qualité |
| ---------------------------------------- | ------- | -------- | --------- | ------- |
|                                          |         |          |           |         |
| Les données manquantes sont à compléter. |         |          |           |         |

### Hameaux
Clauiano, Merlana, Melarolo

### Communes limitrophes
Chiopris-Viscone, Manzano, Palmanova, Pavia di Udine, San Giovanni al Natisone, San Vito al Torre, Santa Maria la Longa